# Simon Loos
Simon Loos is een Nederlands transportbedrijf dat is opgericht in 1938. Met ruim 3000 medewerkers en 1500 trailers staat Simon Loos in de top 20 van grootste logistieke vervoerders.

## Transport en logistiek
Het bedrijf biedt onder andere dranktransport, bulktransport en Beneluxtransport aan. Buiten deze diensten realiseert Simon Loos ook vrachttransport tussen distributiecentra en winkels, onder andere voor Jumbo, Albert Heijn, PLUS, Lidl en Spar.
Naast het alleen transporteren voor een opdrachtgever verzorgt Simon Loos ook de complete logistiek voor grote productiebedrijven. In eigen magazijnen (warehouses) worden de producten opgeslagen en worden orders verzameld voor klanten van de opdrachtgever die op het juiste moment afgeleverd worden.

## Geschiedenis
Simon Loos Sr. startte in 1928 een transportbedrijf met enkele vrachtauto's naast zijn woning in het Noord-Hollandse dorp Spanbroek. Het bedrijf begon als bodedienst tussen Alkmaar en Hoorn en groeide uit tot een internationaal vervoersbedrijf met ruim 60 vestigingen en 1400 voertuigen.
Door de jaren heen opereerde het bedrijf met vrachtauto's van onder meer Henschel, Kromhout, Scania, Volvo en Mercedes-Benz.
In 2021 volgde een fusie tussen Peter Appel Transport en Simon Loos. Omdat de directeuren Peter Appel en Simon Loos Jr. beide kleinzonen zijn van de oprichter Simon Loos Sr. werd besloten om verder te gaan onder de bedrijfsnaam Simon Loos.

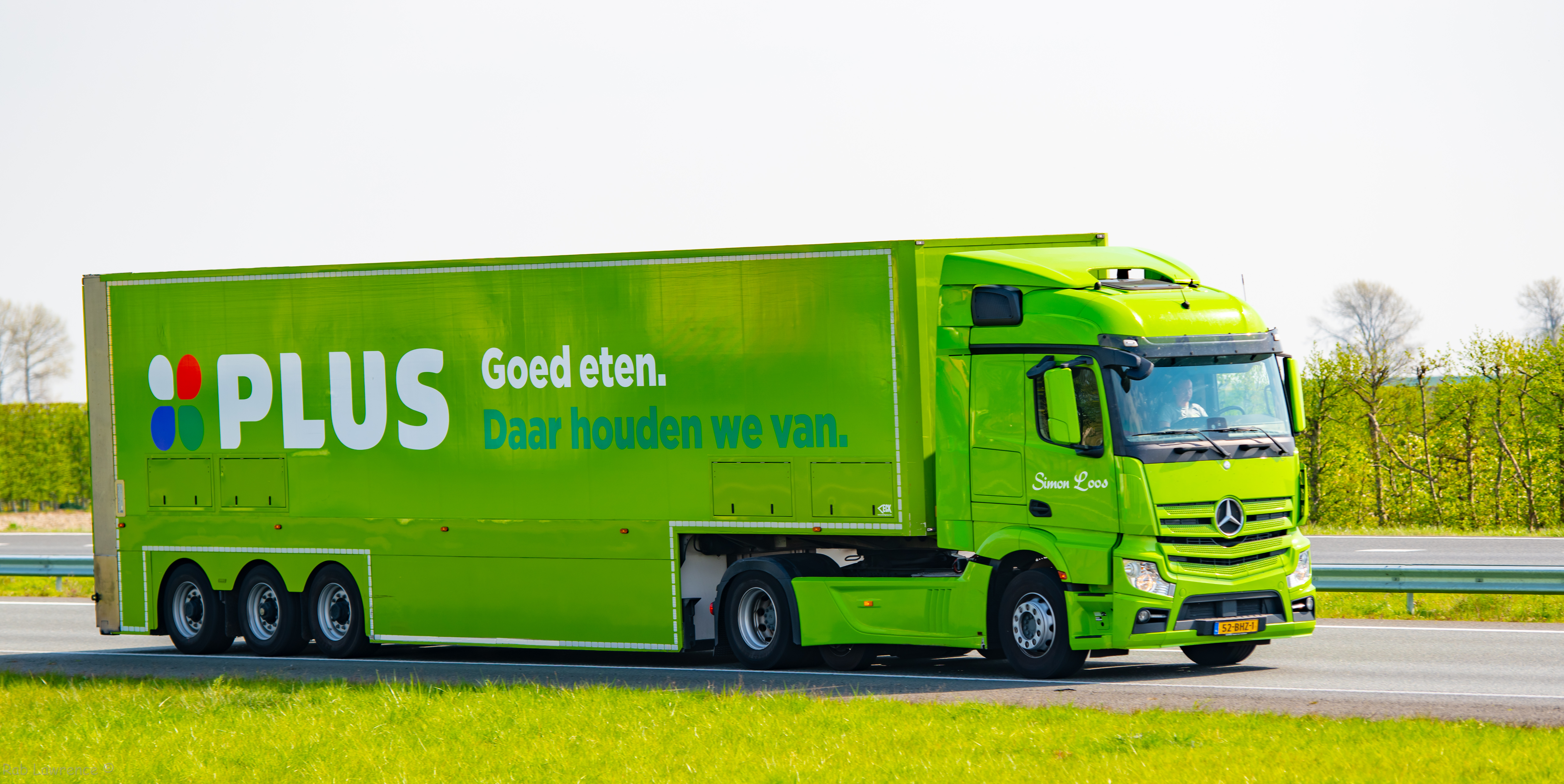
Trekker met dubbeldekstrailer in de kleuren van de opdrachtgever PLUS
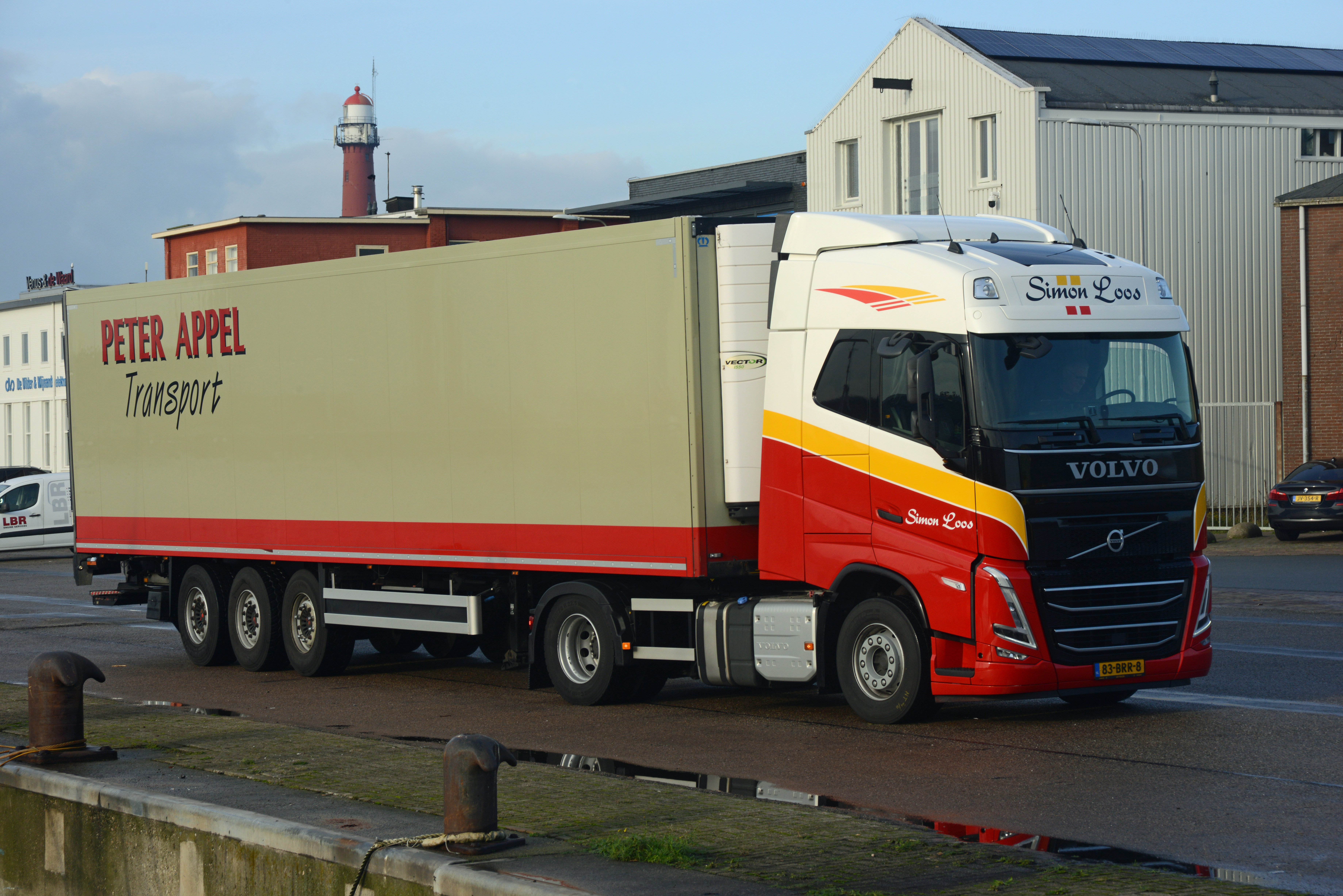
Trekker van Simon Loos met een trailer van Peter Appel Transport ten tijde van de fusie